# Pardosa amamiensis
Pardosa amamiensis är en spindelart som först beskrevs av Nakatsudi 1943.  Pardosa amamiensis ingår i släktet Pardosa och familjen vargspindlar. Inga underarter finns listade i Catalogue of Life.